# Бесел
Бесел (нидерл. Beesel, лимб. Bezel) — община и город в нидерландской провинции Лимбург. Площадь общины — 29,21 км², из них 28,32 км² составляет суша. Население по данным на 1 февраля 2012 года — 13 736 человек. Средняя плотность населения — 486 чел/км².
На территории общины находятся следующие населённые пункты: Бесел, Оффенбек и Рёвер. Город Бесел находится в 10 км к северу от города Рурмонд.